# Arrest Nold Kohlen
Het arrest Nold Kohlen/Commissie is een prejudiciële beslissing van het Europees Hof van Justitie van 14 mei 1974 (zaak 4/73) inzake:
- de voorwaarde van een minimumafname door grossiers van steenkool bestemd voor particuliere consumenten,
- in een 'handelsregeling' van Ruhrkohle,
- goedgekeurd bij beschikking van de Europese Commissie,
- welke door het Hof is getoetst op 'schending van fundamentele rechten'.

## Casus
Ruhrkohle AG is in 1956 ontstaan als combinatie van drie verkoopkantoren van kolenmijnen in het Ruhrgebied; dientengevolge heeft Ruhrkohle voor een wijziging van de handelsregeling telkens goedkeuring nodig van de Hoge Autoriteit van de EGKS, respectievelijk van de Europese Commissie. Ruhrkohle wilde de rechtstreekse levering van steenkool aan kleine afnemers beëindigen, waaronder de commanditaire vennootschap J. Nold, die in Darmstadt een groothandel in steenkool en bouwmaterialen exploiteert.

Op 15 februari 1956 heeft de Hoge Autoriteit [van de EGKS] onder bepaalde voorwaarden ontheffing verleend van het verbod inzake de gemeenschappelijke verkoop van brandstoffen door de kolenmijnondernemingen van het Ruhrbekken die in de drie verkoopkantoren „Geitling", „Präsident" en „Mausegatt" waren verenigd. De bij die gelegenheid door de Hoge Autoriteit goedgekeurde handelsregeling behelsde met name de voorwaarden waaraan men moest voldoen om als groothandelaar in de eerste hand te worden toegelaten – met het recht zich rechtstreeks bij een verkoopkantoor te bevoorraden –. (...)
Medio september 1957 deelden de drie verkoopkantoren voor Ruhrkole de vennootschap Nold dan ook mede dat zij haar met ingang van 1 oktober 1957 niet langer als groothandelaar in de eerste hand konden bevoorraden. (...) Ofschoon nog steeds rechtstreeks bevoorraad, had verzoekster in het jaar 1972 slechts 700 ton afgezet;
— arrest, sub De feiten (p. 493)

Sinds 1961 moest ten minste 6000 ton per jaar worden afgenomen, bestemd voor particuliere consumenten. De handelsregeling van 21 december 1972, ingaande 1973, stelde als eis dat een tweejarig contract zou worden afgesloten voor ten minste 6000 ton per jaar.

## Procesverloop
Bij beschikking van de Commissie van 21 december 1972 is de handelsregeling 1973 van Ruhrkohle goedgekeurd. Tevens kreeg Nold (opnieuw) een aanzegging van Ruhrkohle, dat de handelsrelatie zou worden beëindigd. De firma Nold kwam tegen deze beschikking in beroep bij het Hof van Justitie. Nold deed o.a. een beroep op schending van bepaalde fundamentele rechten.

### Procespartijen
Het verzoekschrift van Nold (verzoekster) was gericht tegen de Commissie (verweerster) én tegen Ruhrkohle (Ruhrkohle AG en Ruhrkohle-Verkauf GmbH). Wat betreft Ruhrkohle heeft Nold vervolgens afstand gedaan van instantie. Hierna is Ruhrkohle (interveniënt) door het Hof toegelaten om aan de zijde van de Commissie te interveniëren.

## Rechtsvragen
- Het verzoekschrift strekt tot vernietiging van de beschikking van de Commissie, waarin een nieuwe handelsregeling van Ruhrkohle werd goedgekeurd. Alsdan zou een eerdere handelsregeling herleven, waarin een minimumafname is opgenomen die voor Nold eveneens onhaalbaar is. Heeft Nold in deze situatie belang bij het verzoekschrift? (Ja.)
- Vormt de beschikking van de Commissie een schending van fundamentele rechten? (Neen.)

## Uitspraak Hof
Het beroep is verworpen.

### Ontvankelijkheid van het verzoekschrift
Ruhrkohle achtte het verzoekschrift niet-ontvankelijk, omdat Nold geen belang zou hebben bij vernietiging van de beschikking.

Overwegende dat deze exceptie ten onrechte is opgeworpen;
dat immers de Commissie bijaldien de bestreden beschikking op grond van de opgeworpen grieven mocht worden vernietigd, naar alle waarschijnlijkheid aanleiding zou vinden het daarheen te leiden dat de goedgekeurde handelsregeling zou worden vervangen door nieuwe bepalingen waarin in meerdere mate met verzoeksters positie rekening wordt gehouden; dat aan verzoekster dan ook een belang bij vernietiging van de hierbedoelde beschikkingen niet kan worden ontzegd;
— arrest, sub De ontvankelijkheid (p. 504)

Het Hof heeft het verzoekschrift van Nold ontvankelijk geoordeeld.

### Schending van fundamentele rechten?
13. Overwegende dat de fundamentele rechten, naar het Hof reeds eerder heeft overwogen, een integrerend deel uitmaken van de algemene rechtsbeginselen welker eerbiediging het verzekert;

dat het Hof zich bij de bescherming dier rechten heeft te laten leiden door de constitutionele tradities welke aan de Lid-Staten gemeen zijn en dus geen maatregelen kan toelaten welke indruisen tegen fundamentele rechten die in de constituties dier staten zijn erkend en gewaarborgd;

dat aan internationale wilsverklaringen inzake de bescherming van de rechten van de mens waaraan de Lid-Staten hebben medegewerkt of waarbij zij zich hebben aangesloten ook aanwijzigingen kunnen worden ontleend waarmede in het raam van het Gemeenschapsrecht rekening dient te worden gehouden; 

dat verzoeksters grieven in het licht dezer beginselen moeten worden beoordeeld;

De beschikking van de Commissie is getoetst op "schending van fundamentele rechten" van een particuliere onderneming. Deze grief is ongegrond bevonden.

## Conclusie
Het beroep is verworpen. De beschikking van de Commissie houdt stand, evenals de handelsregeling 1973 van Ruhrkohle.
Nold Kohlen komt meer niet in aanmerking voor rechtstreekse levering van steenkool door een verkoopkantoor van Ruhrkohle.

## Betekenis en vervolg
In de arresten Stauder (1969) en Nold Kohlen (1974) werd een rechtshandeling van de Commissie (verordening c.q. beschikking) getoetst op schending van fundamentele rechten. In het arrest Handelsgesellschaft (1970) werd een verordening van de Raad eveneens hierop getoetst. Zodoende kwam de handhaving van grondrechten als beginsel al vroeg in beeld in arresten van het Hof. Een rechtshandeling van de Europese Unie kan dus worden getoetst op schending van fundamentele rechten.

## Vervolg (2)
Nold heeft nog verder geprocedeerd over een veroordeling in de kosten, ten bedrage van 5.000 DM, verschuldigd aan Ruhrkohle.